# Métrica de marketing

## Definição
Métrica de marketing (em inglês Marketing metrics)  é um termo em inglês e um campo de estudo do marketing para medir e avaliar o desempenho das ações de marketing, compostas de propaganda, anúncios digitais, eventos, relacionamento com o cliente, vendas e outros.
O termo foi estabelecido pelo instituto de pesquisa estadunidense Marketing Science Institute (MSI). No MSI é considerado um dos 3 principais temas a serem pesquisados pela comunidade científica.

## Estudos e práticas
No Brasil, a literatura e pesquisas relacionadas avançam. Em 2011, dois pesquisadores brasileiros apresentaram um estudo com as práticas de métricas versus o planejamento de marketing, em que, há um excesso de projeções de resultados com o orçamento de marketing, mas poucos indicadores que mensurem o resultado das ações (marekting roi). Este artigo está disponível na Revista Pensamento Contemporâneo em Administração [ISSN 1982-2596] da Universidade Federal Fluminense - http://dx.doi.org/10.12712/rpca.v5i1.19

## Volatilidade da Marca versus métricas de marketing[2]
No entanto, relevante adicionar a esta discussão o quanto que as métricas podem não refletir um posicionamento estratégico, fazendo com que a marca seja volátil, perca seu propósito e acabe por desaparecer. Vale lembrar que desde 1955, no Ranking da Fortune Global 500 mais de 83,75% das empresas desapareceram, sem deixar rastros, ou seja, por melhor que seu departamento de marketing proponha metas e as mensure, existe uma enormidade de variáveis a serem levadas em consideração.

## Tendências
A Transformação Digital, que desde os anos 2000 torna-se mais evidente na vida das pessoas, é uma grande fonte geradora de métricas,vale observar tendências, por meio do Google Trends e também pela análise dos dados coletados em suas plataformas digitais, por meio do Google Analytics.